# 张勇 (1964年)
张勇（1964年9月—），男，河北阜城人，中华人民共和国官员，全国人大常委会法制工作委员会副主任。

## 生平
张勇早年曾在辽宁省凤城市第一中学学习。后加入中国共产党，成为法律专家，曾任国务院港澳事务办公室综合司司长。2016年2月，第十二届全国人大常委会第十九次会议任命张勇为全国人大常委会法制工作委员会副主任。2018年当选第十三届全国人大江苏代表。2018年3月，任全国人大宪法和法律委员会委员。
2020年6月23日，全国人大常委会法制工作委员会会同国务院港澳事务办公室、中央人民政府驻香港特别行政区联络办公室，在港举办了12场座谈会，听取香港社会各界对《中华人民共和国香港特别行政区维护国家安全法（草案）》的意见。国务院港澳办常务副主任张晓明、香港中联办主任骆惠宁、全国人大常委会法工委副主任张勇出席会议。